# Peto, Brassey and Betts
Peto, Brassey and Betts, ein englisches Baukonsortium, baute die ersten Eisenbahnstrecken in Jütland.
Die Aktivitäten in Dänemark gingen von Samuel Morton Peto aus, der eine Reihe von Vorschlägen und Initiativen für den Bahnbau in Jütland und in den Herzogtümern Schleswig und Holstein machte. Die Wirtschaftskrise von 1866 führte am 11. Mai zur Insolvenz seines Unternehmens. Peto und sein Partner Edward Betts stellten die Zahlungen ein, die letzten Aktivitäten der Firma in Dänemark wurden von Thomas Brassey finanziert und abgewickelt.

## Bauvorhaben in Dänemark
Dem Unternehmen wurde im Februar 1859 die Konzession für den Bau einer Eisenbahnstrecke von Århus nach Struer und Randers über Langå gewährt. Die Bauarbeiten begannen im Herbst 1859 und die erste Strecke nach Randers wurde 1862 eröffnet. Die Grundlagen für den Bau wurden 1860 geändert, als der Staat am 18. Dezember 1860 eine neue Vereinbarung mit dem Konsortium traf. Danach übernahm der Staat alle Strecken, für die die das Konsortium Konzessionen besaß. Dafür erhielt die Firma weitere Bauaufträge in Jütland und auf Fünen. Dies wurde mit dem Eisenbahngesetz vom 10. März 1861 beschlossen.
Die Firma baute folgende Strecken in Jütland und auf Fünen:
- Århus–Langå–Randers, eröffnet am 2. September 1862
- Langå–Viborg, eröffnet am 21. Juli 1863
- Viborg–Skive, eröffnet am 17. Oktober 1865
- Skive–Struer,  eröffnet am 17. November 1865
- Struer–Holstebro, eröffnet am 1. November 1866
- Nyborg–Middelfart, eröffnet am 8. September 1865
- Fredericia–Farris, eröffnet am 1. November 1866
- Fredericia–Århus, eröffnet am 4. Oktober 1868
- Randers–Aalborg, eröffnet am 18. September 1869

Darüber hinaus gründete das Konsortium Det danske Jernbane Driftsselskab, die am 1. September 1867 vom Staat übernommen wurde. Diese Gesellschaft übertrug ihre Aktivitäten auf die Jysk-Fyenske Jernbaner, der Vorgängergesellschaft von Danske Statsbaner.

## Bauvorhaben in Schleswig
Im Herzogtum Schleswig baute Peto, Brassey and Betts die Verbindung von Flensburg nach Tönning mit der Nebenstrecke Oster-Ohrstedt–Klosterkrug–Rendsburg, die 1859 auf der Grundlage einer Konzession vom 27. Mai 1852 eröffnet wurde.
Am 1. Mai 1862 wurden die Konzession für den Bau und den Betrieb der Strecke von Flensburg über Padborg bis an die damalige deutsch-dänische Grenze in Farris erteilt. Aufgrund des Krieges wurde diese in Teilen zwischen 1864 und 1866 eröffnet.
Dazu kamen die Nebenstrecken nach Haderslev, Aabenraa und Tønder.
1865 wurden die Strecken des Herzogtums Schleswig an das Konsortium Erlanger & Sohn verkauft. Diese übertrugen die Fahrleistungen an die Schleswigsche Eisenbahn-Gesellschaft, während die Bauabteilung den Bau der fehlenden Abschnitte bis 1869 abschloss.
1870 wurde die Schleswigsche Eisenbahn-Gesellschaft von der Altona-Kieler Eisenbahn-Gesellschaft übernommen.

## Andere Bauvorhaben
Peto, Brassey and Betts erbauten neben Bahnstrecken Gaswerke in Dänemark. Das Konsortium erhielt zudem Aufträge aus ganz Europa wie den Bau der Bahnstrecke zwischen Melk und Linz in Österreich oder Amerika wie die Pont Victoria über den Sankt-Lorenz-Strom in Montreal in Kanada.